# Історія Сухоносівки

Історія Сухоносівки — частина історії Чорнухинського району, що пов'язана із подіями у межах нинішнього села Сухоносівки.
Теритрія села Сухоносівки і прилеглої до неї місцевості була заселена ще в давнинну. Поблизу села знаходилося послення скіфського часу VI–III ст. до н. е. площею близько 20 га. Пізніше воно було заселене слов'янами. На території Сухоносівського городища було знайдено кілька знахідок давньоруського періоду(IX–XIII ст.)
Перша писемна згадка про село Сухоносівку датується 1650-м роком. Саме в цьому році виходить друком праця Г. Л. де Боплана, де на одній із карт позначено село(напис було зроблено латиницею).
У 1666–1757 рр. Сухоносівка входила до складу Чорнухинської, а 1757–1781 рр. — Курінківської сотні Лубенського полку. Керівництво селом здійснювалося війтом та отаманом(перший керував селянами, а другий — козаками). Поблизу Сухоносівки в XVIII ст. знаходилося кілька хуторів: Красногірка(в 1764 р. — 6 хат), Колотівщина(одна хата) та Човновий(майбутні Пацали — 3 хати в 1764 р.).
У 1666 році було зроблено перший перепис Сухоносівки. На той час в селі згадується 15 господарств: 6 господарств мали по 4 воли, решта — по 2 воли(загалом в селян було 44 воли).
28 грудня 1721 р.(8 січня 1722 р.) село було передано у власність Якову Марковичу(1696–1767 рр.), що був сином лубенського полковника, а сам в майбутньому став генеральним підскарбієм. Після смерті Марковича село перейшло його дружині Марії Миткевич, яка померла в 1790 році.
У XVIII ст. було здійснено переписи села в 1732, 1734, 1741, 1745, 1747, 1764 та 1768 роках.
У 1734 році на 13 козацьких господарств припадало 47 селянських. Яскравим свідченням того, що нащадки перших мешканців села живуть в Сухоносівці і до сьогодні є ті самі ж прізвища, що були поширеними в селі і три століття назад, і зараз. Окрім зазначених вище козацьких прізвищ вже в 1734–1747 рр. в селі проживали Миці, Шаповали, Турчини, Литки, Хребти, Чарченки, Ярмоленки та Середи.
Чисельність населення села постійно зростала і на кінець XVIII ст. в селі нараховувалося 406 осіб лише чоловічої статі(тобто всього близько 800 чол).
З приводу релігійного життя села, то в 1710 році поблизу села відкривається Свято-Троїцький Красногірський Чорнухинський монастир, серед його перших церковних старост були сухоносівські козаки Лаврін та Іван Колоти, а одним із монахів був уродженцем Сухоносівки. Ним був Венедикт Загреба(нар.1716 — помер після 1782 р.), який прийшов до обителі в 1752 році.
Ймовірно, що після закриття монастиря, один церковних престолів з монастиря було перевезено до сухоносівської церкви.
Вперше церква в селі згадується в 1727 році. Церква була присвячена святій великомучениці Параскеві.
E 1764 році в селі було 40 козацьких хат, 19 козацьких підсусідків та 92 селянські хати. В селі проживав 1 різночинець, священник та церковнослужитель.

## 1800–1917 рр
В 1848 році сухоносівська церква була поставлена на мурований цоколь. До неї було прибудовано дерев'яну дзвіницю. При церкві було відкрито церковно-парафіяльну школу, діяла бібліотека та церковно-парафіяльне попечительство. З церквою було закріплено 33 десятини землі. В той час до складу парафії входили хутори Босий та Човновий. В 1912 році кількість прихожан була такою.
Привілейованих станів −14 чол.
Міщан — 8 чол.
Козаків — 330 чол.
Селян — 400 осіб чол. статі.

## Події 1917–1920 рр
На 1917 рік сухоносівські селяни належали пані Литвинці. Також в селі була «Економія Їжкуна», що належала Їжкуну Михайлу Гнатовичу. Під час революційних подій Їжкун М. Г. був вбитий революціонером Повхом при спробі залишити село. Під час революційних подій 1917–1920 рр. село перебувало під владою Центральної Ради, більшовиків, німців. Через село проходили загони білогвародійської Добровольчої армії Денікіна, Махна.
Під час відступу німецьких частин із села наприкінці 1918 року місцевими партизанами-більшовиками було вбито 6 солдатів бундесверу. Жителі села воювали в скаладі армії УНР, Червоної Армії, різних партизанських загонів.
Радянська влада встановлювалася двічі: в 1918 та 1919 рр.(після відходу німців). В 1918 році було створено ревком, який очолив Григорій Максимович Шеремет. В 1920 р. було створено комітет незаможних селян, який очолив колишній голова ревкому Шеремет Г. М.

## Голодомор
Колективізація та Голодомор
Перші спроби колективізації в Сухоносівці були в 1928–1929 рОстаточно було здійснено колективізацію в 1933 р. Було створено 6 колгоспів: Імені Шмідта(голова Сідун Л. М.), Імені Революції 1905 року(Сорока Н. І.), Імені 1-го травня(Майборода Н. О.), «Жовтень»(Макаренко П. Д.), Імені Шевченка(Мусієнко М. С.), Імені 7-го з'їзду Рад(Прокопенко П. Г.).
Точна кількість жертв Голодомору не відома. Щоб уявити масштаба трагедії достатньо порівняти смертіність в Сухоносівці по роках.
- 1930 — померло 26 осіб
- 1931 — 22 осіб
- 1932 — 36 осіб
- 1933 — 157 осіб
- 1934 — 55 осіб
- 1935 — 22 осіб
- 1939 — 19 осіб

у 1933 р. було засуджено 10 років позбавлення волі сухоносівського священика Поцяпуна, а саму церкву перетворено на зерносховище.
В 1939–1940 уродженці Сухоносівки брали участь в радянсько-фінській війні(загинув один сухоносівчанин)
В 30-х роках кількість колгоспів було скорочено до 3-ох(Імені революції 1905 року, Імені Шмідта та Імені 7-го з'їзду Рад). На 3 колгоспи була лише одна машина. В усіх колгоспах було 220 коней, 170 голів ВРХ, 200 голів свиней, 250 вуликів пасіки.
В селі було 6 млинів-вітряків, працювала школа-«семирічка» та лікнеп(вчителями були Боровик Іван Іванович та Андрущенко Єрофей Якович), діяв магазин.

## Німецько-радянська війна
З початком війни багато чоловіків було мобілізовано до Червоної Армії. З тих, кого мобілізували в перші місяці війни, повернулося кілька чоловік(з кількох десятків). Під час бомбардувань німецькою авіацією влітку 1941 р. загинуло 2 людей.
Восени 1941 р. повз село відступали частини Південно-Західного фронту на чолі з М.Кирпоносом. Сухоносівку було окуповано 17 вересня 1941 р. Спочатку в селі перебували німецькі та угорські підрозділи. Пізніше окупаційна влада підтримувалася за рахунок місцевої поліції. Старостою села був Іван Білка. Німці розстріляли в селі 2 чол. Ще 7-х було забрано в гестапо до Лубен і вбито(в тому числі сільського голову). На території села німці розстріляли 15 радянських військовополонених. Ще 8-х спалили в скитрі поблизу села, помстившись за вбивстово 2-х німецьких вермахту в лісі на південному сході від Сухоносівки. Всього в братській могилі в центрі села поховано 27 солдатів та офіцерів Червоної Армії(відомі імена 9-ти).
На роботи до Німеччини в 1942–1943 рр. було вивезено 166 чол.(з них 4-ро поїхало добровільно). З них 3 чол. загинуло на чужині.
17 вересня 1943 р. Сухоносівку було звільнено частинами 309 стрілецької дивізії Воронезького фронту.
Після звільнення багато чоловіків було мобілізовано до Червоної Армії. В самому селі деякий час знаходивя невеликий госпіталь та невеликий полігон для підготовки стрільців ПТР.
Всього з села було мобілізовно 257 чол. Загинуло на фронті — 109 чол(1 був розстріляний, 1 помер від хвороби, 3 — є померло а полоні).
Німці забрали в 3-х колгоспах 181 коня, 120 голів ВРХ, 118 свиней, 25 овець, 75 пнів пасіки та 659,8 тонн зерна. Загальні збитки по колгоспах склали 158 646 крб(за курсом 1960 року).
В селян було забрано 139 голів ВРХ, 75 свиней та 1653 голів птиці.

## 1943–2001 рр
Після визволення села почалася відбудова господарства. В 1943–1963 рр. було збудовано приміщення контори колгоспу, медпункту з пологовим відділенням, гараж, телятник, конюшню, пташник, 3 корівники, 2 свинарники.
E 1950 р. 3 колгоспи було об'єднано в один — Імені Т. Г. Шевченка. В 1963 р. його було об'єднано з колгоспом імені 40-річчя Жовтня. новий колсгоп отримав назву «Білшовик». Він проіснувів до 1998 року(в 1991 відокремилися Поставмуки), коли на його основі було створено Селянську Спілку «Нива».
e 1960-1980-х рр. відбувалося економічне піднесення колгоспу. Але незважаючи на сприятливі економічні показники з поч. 1980-х рр. в селі почалися негативні демографічні тенденції. Якщо в 1962 р. чисельність населення села становила 968 чол., то в 1997 році вона скоротилася до 429 чол., а за даними перепису 2001 р. в селі проживало 378 чол. На 2012 рік ця цифра є меншою. Однак швидкого зменешення кількості населення села не спостерігається.

## Відомі уродженці
- Граб Феоктист Аристархович — генерал-майор авіації, один з перших військових льотчиків СРСР.
- Колотовський-Самойлович Іван(р.н.невід-після 1751 р.) — значковий товариш Лубенського полку, ктитор Свято-Троїцької Чорнуської Красногірської пустині.